# 卢皮亚纳
卢皮亚纳，是西班牙卡斯蒂利亚-拉曼恰瓜达拉哈拉省的一个市镇。总面积31平方公里，总人口244人（2001年），人口密度8人/平方公里。